# اليوم العالمي للمنديل الكشفي
اليوم العالمي للمنديل الكشفي الذي يصادف الأول من شهر أغسطس من كل عام، حيث يرتدي جميع الكشافين حول العالم الحاليين والقدماء المنديل الرسمي لجمعياتهم الوطنية.

## الهدف
إن المناسبة فرصة لإظهار الحركة الكشفية الراسخة والمنتشرة، لتحقيق ما نتعارف عليه بالكشفية بــ «كشاف يوم.. كشاف دوم».

## الفكرة
فكرة اليوم العالمي للمنديل الكشفي تعود إلى دعوة من كشافة النمسا بمناسبة المئوية الكشفية العالمية عام 2007م، لتشجيع فكرة العمل الكشفي في مختلف المجتمعات، فيما تعود فكرة المنديل إلى تاريخ بداية الحركة، حيث اختار مؤسسها اللورد بادن باول المنديل المثلث كرمز للكشافين حول أعناقهم؛ ليستفيدوا منه في مختلف أعمالهم ومنها الإسعافات الأولية.

## روابط خارجية
- اليوم العالمي للمنديل الكشفي